# Draba pickeringii
Draba pickeringii là một loài thực vật có hoa trong họ Cải. Loài này được A.Gray mô tả khoa học đầu tiên năm 1854.